# スラローム (ペンシルパズル)
スラロームは、ニコリが創作した迷路・点つなぎ系のペンシルパズルである。
スタートとゴールは同一で、破線によって作られた「旗門」を指定された順に通って1つの輪を作ることを目的とする。
スキーのスラローム（回転）から着想を得たため、この名が付いている。